# MacGyver (2016) (seizoen 2)
Dit artikel vat het tweede seizoen van MacGyver (2016) samen. Dit seizoen liep van 29 september 2017 tot en met 4 mei 2018 en bevat drieëntwintig afleveringen. 
Alle afleveringen refereren aan de artikelen die MacGyver zal gebruiken in de betreffende aflevering. De Nederlandse benamingen staan tussen haakjes. 

## Rolverdeling

### Hoofdrollen
- Lucas Till - Angus "Mac" MacGyver
- George Eads - Jack Dalton
- Tristin Mays - Riley Davis
- Justin Hires - Wilt Bozer
- Isabel Lucas - Samantha Cage
- Meredith Eaton - Matty Webber

### Terugkerende rollen
- Kate Bond - Jill Morgan
- David Dastmalchian - Murdoc
- Aina Dumlao - Andie Lee
- William Baldwin - Elwood
- Reign Edwards - Leanna Martin
- Luna Lauren Velez - Cassandra Glover

## Afleveringen
| Nr. | Aflevering | Titel                                                               | Regisseur           | Schrijver(s)                              | Selectie gastrollen | Uitzenddatum      |  |
| --- | ---------- | ------------------------------------------------------------------- | ------------------- | ----------------------------------------- | --- | ----------------- |  |
| 22 | 1          | DIY or DIE (Doe-het-zelf of Sterf)                                  | Stephen Herek       | Peter M. Lenkov Craig O'Neill David Slack | Marco Sanchez - mr. Diaz Nelson Bonilla - Dominguez Danny Boushebel - Sayid Ricky Russert - Samuel Diaz                                                   | 29 september 2017 |  |
| Wilt wordt na het herstel van zijn verwondingen ontslagen uit het ziekenhuis, en jack en Mac komen zonder resultaat terug van hun zoektocht naar Murdoc en de vader van Mac. Mac vindt wel het oude horloge van zijn vader. Mac en zijn team krijgen de vraag van CIA agente Samantha Cage om in het geheim een Navy SEALs agent te bevrijden, die twee jaar geleden werd ontvoerd. Het lukt hen hem te bevrijden, maar dit kost wel de loopbaan van Samantha bij de CIA door ontslag. Matty biedt Samantha hierna een baan aan bij de Phoenix Foundation. Na thuiskomst ontdekt Mac een foto van zichzelf in het horloge van zijn vader, deze foto werd een dag na zijn verdwijning genomen. |            |                                                                     |                     |                                           | |                   |  |
| 23 | 2          | Muscle Car + Paper Clip (Muscle car + Paperclip)                    | Ericson Core        | Nancy Kiu                                 | Ronnie Gene Blevins - Cyclone Victoria Hall - Akira Shawn Kathryn Kane - D-Rez Vincent Leong - ambassadeur                                                | 6 oktober 2017    |  |
| Wanneer Riley een dief betrapt met een draagbare EMP apparaat bedreigt zij hem met een pistool, maar door haar aarzeling kan de dief echter ontsnappen. Jack neemt de verantwoordelijk hiervoor op zich, maar begint zich zorgen te maken wanneer Riley alleen op jacht gaat op een groep hackers genaamd Bedlam die hierbij betrokken zijn. Tijdens de jacht die Riley op Bedlam maakt, werken Mac en Samantha samen om het leven van de Amerikaanse minister van defensie te redden bij wie de pacemaker is gehackt. |            |                                                                     |                     |                                           | |                   |  |
| 24 | 3          | Roulette Wheel + Wire (Roulettewiel + Draad)                        | Duane Clark         | Justin Lisson                             | Brady Bond - Cassian Darin Cooper - beveiligingsmanager Essam Ferris - beveiliger met Vera                                                                | 13 oktober 2017   |  |
| Mac, Jack, Riley en Samantha gaan naar een casino in Azerbeidzjan, daar gebruikt een terroristengroep een kluis om diamanten te verbergen die ze willen gebruiken om een MVW te bemachtigen. Het team kan de terroristen overmeesteren, maar moeten eerst de MVW ontmantelen wat een nucleaire bom blijkt te zijn. Mac heeft 15 minuten om de kluis te openen om zo bij de bom te komen voor de ontmanteling. |            |                                                                     |                     |                                           | |                   |  |
| 25 | 4          | X-Ray + Penny (X-Ray + Penning)                                     | Bethany Rooney      | Craig O'Neill David Slack                 | Michael O'Keefe - Harry McGyver Anthony Starke - Henry Grant Springate - Little Mac                                                                       | 20 oktober 2017   |  |
| Mac is op reis geweest naar Frankrijk voor zijn zoektocht naar zijn vader, maar wordt bij thuiskomst overmeesterd en ontvoerd door een medewerker van Murdoc. Murdoc begint Mac dan te martelen, en na een korte afwezigheid van Murdoc lukt het Mac te ontsnappen. Samantha duikt in het geheugen van Mac om zo de locatie te achterhalen van zijn gevangenschap, maar op het moment dat zij deze locatie terugvinden blijkt Murdoc gevlogen te zijn. |            |                                                                     |                     |                                           | |                   |  |
| 26 | 5          | Skull + Electromagnet (Schedel + Elektromagneet)                    | Liz Allen Rosenbaum | Lindsey Allen                             | Jeananne Goossen - Harper Hayes David Clyde Carr - Bill Kearns Shaun Mixon - piloot Isaiah Stratton - commandant Wheeler                                  | 27 oktober 2017   |  |
| Wanneer een groep soldaten, inclusief de zoon van de vicepresident, storten samen met een mysterieuze gevangene aan boord in hun vliegtuig neer. Mac kan de plek van het neerstorten lokaliseren naar Goat Island in het Bermudadriehoek, dezelfde plek waar lang geleden nog een legereenheid verdween. Het team werkt hard door om eventuele overlevenden terug te vinden, en krijgen dan ook te maken met de ontsnapte gevangene. Het blijkt dat de ontsnapte gevangene Harper Hayes heet, een voormalige CIA agent die later een verrader werd. |            |                                                                     |                     |                                           | |                   |  |
| 27 | 6          | Jet Engine + Pickup Truck (Straalmoter + Pick-up)                   | Stephen Herek       | Andrew Karlsruher                         | Hakeem Kae-Kazim - Solomon Jay Amir - Nigeriaanse jongen Kendall Joy Hall - Nina Melanie Mendez - Denise Pena Zoe Addison Smith - Annabelle Pena          | 3 november 2017   |  |
| Een groep rebellen saboteren in Nigeria een oliepijpleiding, wat een grote brand veroorzaakt. Terwijl Riley en Wilt een nabijgelegen dorp beschermen tegen de brand, zorgen Mac, Jack en Samantha de evacuatie van de rebellen en het doven van de brand. Ondanks het succes van de operatie, kijken Riley en Wilt tegen een straf aan voor het negeren van evacuatieorders. |            |                                                                     |                     |                                           | |                   |  |
| 28 | 7          | Duck Tape + Jack (Ducttape + Jack)                                  | Gabriel Beristain   | Brian Durkin                              | Daniella Alonso - dr. Alejandra Rosa Joseph Melendez - kolonel Zarate Joseph Castillo-Midyett - Hector León                                               | 10 november 2017  |  |
| Presidentskandidaat Hector León voor Ecuador moet zo snel mogelijk een harttransplantatie ondergaan, anders is de kans groot dat Ecuador een politiestaat wordt onder leiding van kolonel Zarate. Riley en Samantha León beschermen en bereiden Hector voor op de operatie, en Mac en Jack zijn bezig met het transporteren van het hart en hartchirurg Alejandra Rosa naar het ziekenhuis terwijl zij aangevallen worden door de mannen van Zarate. Ondertussen wordt er ingebroken in het appartement van Jack. Wilt krijgt hulp van forensisch expert Jill bij zijn zoektocht naar de gestolen spullen van Jack, inclusief het identiteitsplaatje van de vader van Jack. |            |                                                                     |                     |                                           | |                   |  |
| 29 | 8          | Packing Peanuts + Fire (Verpakkingsmateriaal + Vuur)                | Stacey K. Black     | Lindsey Allen                             | Curtis Armstrong - Pawn Roger Floyd - Enzo Lemaire Amanda Lavassani - Michelle Baker Joseph Meissner - Wiessler                                           | 17 november 2017  |  |
| De Phoenix Foundation krijgt informatie over kunsthandelaar Lemaire, die gestolen kunstvoorwerpen voorkoopt om zo een terroristengroep te financieren. Mac en Jack stelen een origineel schilderij van Franz Marc, de The Tower of Blue Horses, om hem zo te kunnen ontmoeten. Maar tijdens het contact met zijn handlanger worden zij bestolen van het schilderij. Het team, exclusief Wilt, lukt het om het schilderij weer terug te bemachtigen en Lemaire te arresteren. Ondertussen wordt Wilt naar een trainingsmissie gestuurd voor nieuwe geheim agenten, wat hij nodig heeft nadat hij aangenomen is bij de Phoenix Foundation. Tijdens de training ontdekt hij een spion die geheime informatie verkoopt over de nieuwe agenten. Riley krijgt bezoek van haar vervreemde vader Elwood, die het contact weer wil herstellen. Riley is hier niet zo van gediend, en houdt dit geheim voor Jack die zij nu als haar vader beschouwt. |            |                                                                     |                     |                                           | |                   |  |
| 30 | 9          | CD-ROM + Hoagie Foil (CD-rom + Broodfolie )                         | Bobby Roth          | Marqui Jackson Nancy Kiu                  | Louis Ozawa Changchien - Dev Singh Domenick Lombardozzi - schutter Ian Patrick Mendes - Blake Grant Springate - Little Mac                                | 1 december 2017   |  |
| Het team infiltreert in een terroristengroep die een cilinder met zenuwgas willen maken. Samantha wordt dan door de groep betrapt, en verzint een verhaal over haar aanwezigheid en wil hen tegelijkertijd overtuigen dat de cilinder die zij in bezit hebben nep is. Nu moet Mac snel een cilinder maken die lijkt op de echte, terwijl de rest van het team de originele cilinder moeten bemachtigen. Ondertussen moet Wilt een ondervragingstest ondergaan voor zijn trainingsmissie, en dit veroorzaakt bij hem een pijnvolle jeugdherinnering. Riley licht Jack in over haar vader, en Mac maakt een schokkende ontdekking wanneer hij een oude film bekijkt over zichzelf en zijn vader. Jack bekijkt Riley en haar vader Elwood vanaf een afstand, en ontdekt dat iemand Elwood wil vermoorden. |            |                                                                     |                     |                                           | |                   |  |
| 31 | 10         | War Room + Ship (Commando ruimte + Schip)                           | Tawnia McKiernan    | Brian Durkin Andrew Karlsruher            | Amy Okuda - Zoe Domenick Lombardozzi - schutter Jeff Sprauve - Russ                                                                                       | 8 december 2017   |  |
| Jack ontdekt dat Elwood een jaar geleden samen met zijn partner een gesigneerd honkbal van Jackie Robinson heeft gestolen, met een waarde van $ 75,000. Elwood gooide later de honkbal in de Hudson River omdat hij weer op de rechte pad wilde komen, en dit vertelde hij echter niet aan zijn partner. Jack ontdekt dan dat de partner hier nu wel van op de hoogte is, en dat hij uit woede nu Elwood hiervoor wil vermoorden. Met hulp van Riley proberen zij een honkbal te vervalsen met de handtekening, en deze aan de partner te geven om hem zo te weerhouden om Elwood te vermoorden. Op hetzelfde moment loopt een schip met 31 studenten en lerares Zoe Kimura vast op de oceaan. Mac helpt de lerares met het redden van het schip terwijl zij wachten op de kustwacht. Maar door een breuk in de romp van het schip moet de lerares zich opofferen voor het redden van haar studenten. Ondertussen worden Wilt en Leanna in een hotelkamer wakker, en zijn geboeid door een set handboeien. Nu worden zij gedwongen samen te werken om terug te keren naar het trainingsgebouw om zo te slagen voor hun laatste test, wat ook gebeurd. Hierna horen zij tot hun verdriet dat zij hierna absoluut geen contact meer met elkaar mogen hebben. |            |                                                                     |                     |                                           | |                   |  |
| 32 | 11         | Bullet + Pen (Kogel + Pen)                                          | Carlos Bernard      | Marqui Jackson                            | Arjay Smith - rechercheur Turner Bruce McGill - rechercheur Greer Jordan Preston Carter - jongen Michelle Elaine - moeder                                 | 15 december 2017  |  |
| Tijdens het kerstfeest op het bedrijf wordt Mac gearresteerd door rechercheur Greer, dit omdat hij een geïmproviseerde bom zou hebben laten ontploffen in een magazijn. Ondanks dat Jack zweert dat hij het magazijn helemaal nagelopen had en geen explosieven had gevonden, wordt na de ontploffing het lichaam gevonden van een onderhoudsman in de puinhopen. Om Mac uit de gevangenis te redden, zonder zijn status van geheim agent te onthullen, moet het team de ontploffing onderzoeken en bewijzen dat het slachtoffer al dood was voor de ontploffing. Na deze gebeurtenissen gaat Samantha naar haar huis waar zij oog in oog komt te staan met Murdoc, en nadat hij haar neerschiet vlucht hij het huis uit. Gastacteur Bruce McGill speelt de rol van Jack Dalton in de originele MacGyver-serie met Richard Dean Anderson. |            |                                                                     |                     |                                           | |                   |  |
| 33 | 12         | Mac + Jack                                                          | Ron Underwood       | Peter M. Lenkov                           | Emerson Brooks - Charlie Robinson Tenaya Cleveland - traumachirurg Jay DeVon Johnson - kolonel Martinez Todd Anthony Manaigo - SWAT commandant Kevin Hong | 5 januari 2018    |  |
| Het team ontdekt dat Samantha in levensgevaar is, en brengen haar in alle spoed naar het ziekenhuis. Na een lange nacht wachten horen zij tot hun opluchting dat zij het zal redden. Zij keren terug naar het huis van Samantha, en ontdekken dat het huis vol met explosieven zit. Na het zien van het ontstekingsmechanisme weten zij dat De Geest hier achter zit, en Mac ontdekt dat deze bom een afleiding was voor de politiemacht voor een grotere bom in het centrum van Los Angeles. Een flashback laat zien hoe de vriendschap tussen Mac en Jack ontstond in Afghanistan.. |            |                                                                     |                     |                                           | |                   |  |
| 34 | 13         | CO2 Sensor + Tree Branch (CO2 sensor + Boomtak)                     | Brad Turner         | Timothy J. Lea                            | Eddie McClintock - Jimmy Ashley Tisdale - Allie Winthrop Dominique Mari - bruid Kevin Patrick Murphy - Martin Korman                                      | 12 januari 2018   |  |
| Jack bezoekt de reünie van zijn highschool om wraak te zoeken op zijn rivaal Jimmy die hem toen versloeg in de schoolverkiezing. Jack beseft tijdens de reünie dan dat het verliezen van de verkiezing hem geïnspireerd heeft voor zijn loopbaan bij het leger, de CIA en daarna de Phoenix Foundation. Ondertussen is de rest van het team verwikkeld in een dronewedstrijd, die ontwikkeld zijn voor het veilig transporteren van gewonde soldaten uit het slagveld. Mac ontmoet dan Allie Winthrop, een oude vriendin van hem, die vroeger een ontwerp van hem stal van zijn eerste drone. Wanneer de drone van Allie wordt gehackt en zo een aanslag zal plegen op het Pentagon, moeten Mac, Allie en Wilt de drone met Allie erin stoppen voordat een F-22 deze zal vernietigen. |            |                                                                     |                     |                                           | |                   |  |
| 35 | 14         | Mardi Gras Beads + Chair (Mardi Gras souvenirs + Stoel)             | Mike Martinez       | Brian Durkin                              | Jonny Coyne - Raymond Garrett Morris - Willy Amy Smart - Dixie / Dawn Jeffrey David Anderson - Gustavo Barbosa                                            | 19 januari 2018   |  |
| Matty ontdekt Duke Jacoby, een oude schuilnaam voor Jack tijdens zijn CIA tijd, weer actief is. Zij en Mac vergezellen Jack naar New Orleans waar zij Dixie ontmoeten, die zich voorstelt als de vrouw van Duke. Tevens ontdekken zij dat Dixie ruim zestien CIA aliassen in haar bezit heeft. Ondertussen ontdekt Riley dat Wilt een beveiligde Phoenix communicatiekanaal gebruikt om te praten met Leanne. |            |                                                                     |                     |                                           | |                   |  |
| 36 | 15         | Murdoc + Handcuffs (Murdoc + Handboeien)                            | Stephen Herek       | Marqui Jackson                            | Michael Michele - Diane Anthony Starke - Henry Michael Des Barres - Nicholas Helman Brady Bond - Cassian                                                  | 2 februari 2018   |  |
| Een van de huurmoordenaars van Murdoc neemt contact op met de Phoenix Foundation, hij biedt Murdoc aan in ruil voor tien miljoen dollar. Maar het team krijgt problemen wanneer zij Murdoc beter leren kennen, en ontdekken dat zijn mentor Nicholas Heldman op een wraak tocht is om Murdoc te vinden. Mac, Jack en Murdoc kunnen echter Nicholas tegenhouden in zijn wraakpoging, en als dank mag Murdoc een ontmoeting hebben met zijn zoon. Tot grote ontsteltenis van het team ontdekken zij dat Murdoc en zijn zoon dan gelegenheid zien om te ontsnappen. Gastacteur Michael Des Barres speelt de rol van Murdoc in de originele MacGyver-serie met Richard Dean Anderson. |            |                                                                     |                     |                                           | |                   |  |
| 37 | 16         | Hammock + Balcony (Hangmat + Balkon)                                | Eagle Egilsson      | Justin Lisson                             | Edin Gali - Omar Charlotte McKinney - Mia Pasha D. Lychnikoff - Boris Mitrovic Ilana Guralnik - Server                                                    | 2 maart 2018      |  |
| De Phoenix Fundation wordt door de CIA en Interpol gevraagd om een Servische oorlogsmisdadiger op te pakken. De enige manier om de locatie van hem te achterhalen moeten zij bij zijn zoon zijn, die pas getrouwd is met een Amerikaanse vrouw die bekend is in de media. Momenteel zijn de zoon en zijn vrouw in Frankrijk op huwelijksreis, en moeten Bozer en Riley als een nep echtpaar in hun buurt komen. Mac en Leanna, tot ontzetting van Bozer, gaan ook mee voor steun. Bozer en Leanne vragen zich af of Matty op de hoogte is van hun geheime communicatie. Hun oorspronkelijke plan is om de zoon te ondervragen over de locatie van zijn vader, maar dit verandert als de zoon bekent zijn broer gedood te hebben om zo de rechterhand van zijn vader te worden. Ondertussen smokkelt Jack de vader van Riley en Jill het huis binnen van Matty om iets te stelen uit haar kluis. Jack vertelt later aan Mac wat er gevonden is, en Mac realiseert zich dan dat Matty niets weet van de vader en dat zij tegen hem gelogen heeft. |            |                                                                     |                     |                                           | |                   |  |
| 38 | 17         | Bear Trap + Mob Boss (Berenval + Maffiabaas)                        | Steve Adelson       | Nancy Kiu                                 | David Garelik - Mikhail David Piggott - Sergei Nelischuk Martin Harris - Virgil Kahn Neal Kodinsky - Dmitry Pavlovich                                     | 9 maart 2018      |  |
| Wanneer Mac, Jack, Riley en Bozer een discussie hebben over de gestolen papieren en de vader van Mac, worden Mac, Jack en Riley door Matty op pad gestuurd voor een klus. Deze klus bestaat uit het redden van een man die op punt staat een Oekraïne Oekraïense maffiabaas te verraden. De jacht op deze man leidt hen naar een afgesloten gebied van de kernramp van Tsjernobyl. Daar vinden zij een bende die zich bezighoudt met het smokkelen van nucleair afval, wat op de zwarte markt verkocht wordt voor vuile bommen. Ondertussen vraagt Matty aan Bozer te onderzoeken wie bij haar ingebroken heeft. Bozer saboteert dit onderzoek om zo te verhinderen dat zijn vrienden verraden worden, maar beseft ondertussen wel dat Matty al waarschijnlijk weet wie de dader is. Ondertussen ontstaat er spanning tussen Mac en Matty, dit omdat hij weet dat zij gelogen heeft over dat zij zijn vader kent. Mac vraagt de groep om Matty hiermee nog niet te confronteren, dit omdat de tijd hiervoor nog niet rijp is. |            |                                                                     |                     |                                           | |                   |  |
| 39 | 18         | Riley + Airplane (Riley + Vliegtuig)                                | Antonio Negret      | Lindsey Allen                             | Lance Gross - Billy Javicia Leslie - Jesse Jesse Luken - Owen Palmer Sheryl Lee Ralph - mama Lowrey Brown - Emil Beck                                     | 30 maart 2018     |  |
| Mac, Jack en Riley worden door Matty op jacht gestuurd om Emil Beck, een verrader, te lokaliseren. Om dit te doen moeten zij als eerste Owen Palmer lokaliseren, Owen is een recentelijke handlanger van Emil. Zij zoeken contact met de familie Colton, een familie van premiejagers, die in het verleden ook jacht op Emil hebben gemaakt. Nadat Mac hen beloofd hen te betalen voor het werk gaan zij akkoord om hen te helpen. Het lukt hen samen om Owen te overmeesteren, en hij geeft hen informatie over Emil. Mac en Jack overmeesteren dan Emil, en ontdekken dat hij een apparaat heeft gestolen die in staat is om vliegtuigen neer te halen. Zij zijn echter te laat om te voorkomen dat hij dit apparaat op een vliegtuig heeft gebruikt, en in dit vliegtuig zitten Riley, Billy en Owen. Het is nu aan Riley om de software van dit vliegtuig te hacken om het zo veilig te laten landen. |            |                                                                     |                     |                                           | |                   |  |
| 40 | 19         | Benjamin Franklin + Grey Duffle (Benjamin Franklin + Grijze duffel) | Sharat Raju         | Andrew Klein                              | Gregory Alan Williams - Julian Halsey Amy Smart - Dawn Cory Scott Allen - Leon Ricky Catter - Peruviaanse politieagent                                    | 6 april 2018      |  |
| Dawn, ook bekend als Dixie en een oplichter en oude bekende van het team, bezoekt Jack. Zij verklaart aan Jack dat de dood van een CIA agent geen ongeluk was. Hij neemt haar mee naar de Phoenix Foundation waar zij verklaart dat een CIA agent, met de naam Echo, valse paspoorten maakt voor degene die dit willen. Aangezien haar verleden heeft het team weinig vertrouwen in haar verhaal, maar besluiten dit toch te onderzoeken. Het onderzoek wijst uit dat zij toch de waarheid heeft verteld. Tijdens het verder onderzoek raken Jack, Dawn, Mac en Bozer betrokken in een schietpartij, en waarbij de schutters ontsnappen. Zij ontdekken dan een partij bankbiljetten wat verstopt zat in een muur, en Mac ontdekt dat het valse biljetten zijn. Matty bezoekt ondertussen Julian Halsey, onderdirecteur bij de CIA, om zo de identiteit te achterhalen van Echo. Het verdere onderzoek brengt het team naar Peru, waar zij al snel problemen krijgen met de lokale autoriteiten. Daar ontdekken zij dan de locatie waar het vals geld gedrukt wordt, en kunnen daar een persoon overmeesteren. Matty vraagt hen om de telefoon van deze persoon te pakken en het laatste gebelde nummer opnieuw te bellen, en wanneer zij dit doen gaat de telefoon van Julian over. Hij gijzelt hierop Matty in zijn auto, maar zij kan dan de auto laten crashen. Het team kan haar dan lokaliseren waarop zij hem kunnen arresteren. Terwijl Matty herstelt van het ongeluk realiseert het team dat zij een flink geldbedrag missen. Dan blijkt dat Dawn dit geld achtergelaten heeft bij een kindertehuis waar zij ooit verbleef. |            |                                                                     |                     |                                           | |                   |  |
| 41 | 20         | Skyscraper – Power (Wolkenkrabber + Kracht)                         | Peter Weller        | Brian Durkin Joshua Brown                 | Elisha Henig - Ethan Jericho Piper Laurie - Edith Raphael Sbarge - Ralph Jericho Ed Asner - Saul                                                          | 13 april 2018     |  |
| De Phoenix Foundation ontdekt dat een voormalige Navy SEALs lid nu een georganiseerde bende leidt, en dat deze achter de miljardair Ralph Jericho aanzit. Het onderzoek brengt het team naar Zuid-Korea, maar daar zijn zij net te laat om de criminelen op te pakken. Het team is dan genoodzaakt om een privé vliegtuig van een oudere man te kapen, om zo in het spoor van de criminelen te blijven en hen naar Peking brengt. Daar valt het team een wolkenkrabber binnen waar zij de zoon van Jericho helpen te ontsnappen aan de criminelen. Het team vermoedt dat de criminelen in de wolkenkrabber een overval willen plegen, maar wanneer zij de geldkluis onaangeroerd aantreffen beseffen zij dat het doel veel kwaadaardiger blijkt te zijn. |            |                                                                     |                     |                                           | |                   |  |
| 42 | 21         | Wind + Water (Wind + Water)                                         | Mark Manos          | Lee David Zlotoff                         | Kamar De Los Reyes - kapitein Delarosa Ana Ayora - Kamila Marc Menchaca - Booth Diogo Morgado - Carlos Rose Bianco - Valeria                              | 20 april 2018     |  |
| Mac is in Puerto Rico om daar een vriend te helpen met het heropbouwen van zijn woning die beschadigt is tijdens de orkaan. Tijdens een bezoek aan de bank wordt hij samen met zijn vriend gegijzeld tijdens een overval. Daar moeten zij zien de overvallers te stoppen met het stelen van 2 miljoen dollar. |            |                                                                     |                     |                                           | |                   |  |
| 43 | 22         | UFO + Area 51(UFO + Area 51)                                        | Ericson Core        | Marqui Jackson                            | Michael Bisping - Porter Arye Gross - dr. Isaac Herman Christopher Frontiero - Marcel Greg Perrow - Travis Long                                           | 27 april 2018     |  |
| Mac en Riley bezoeken een overheidswetenschapsgebouw, waar zij dr. Isaac Herman ontmoeten. Dr. Herman bestudeerd een mysterieuze metalen bol, dat onlangs in de woestijn is terechtgekomen. Terwijl een gewapende groep het gebouw nadert, ontdekt Mac dat de bol een test was om erachter te komen of een nucleaire bom ongemerkt Amerika binnen te smokkelen is. Wanneer de gewapende mannen het gebouw naderen schieten zij dr. Herman neer, die hierbij gewond raakt. Met hulp van Mac en Riley kan hij aan hen ontsnappen, en zij beseffen dat het dichtstbij gelegen overheidsgebouw met bescherming Area 51 is. Daar aangekomen ontdekken zij dat Area 51 maar door twee militairen wordt bemand, en moeten nu een andere manier vinden om de aanvallers te weerstaan. Terug bij de Phoenix Foundation voelt Matty Jack stevig aan de tand over de inbraak in haar huis. Riley geeft Mac een USB-stick met daarop informatie over zijn vader, die zij in Nevada heeft bemachtigd door het gebruiken van toegangscodes die zij van Matty heeft ontvreemd. |            |                                                                     |                     |                                           | |                   |  |
| 44 | 23         | MacGyver + MacGyver                                                 | Stephen Herek       | Craig O'Neill David Slack                 | Tate Donovan - Oversight Lance Gross - Billy Brad William Henke - Jonah Walsh Marco Rodríguez - Luis Gomez                                                | 4 mei 2018        |  |
| Mac confronteert Matty met zijn ontdekkingen, en besluit ontslag te nemen omdat hij niet voor iemand kan werken die hij niet vertrouwt. Zij vertelt hem dat zij niet de autoriteit heeft om zijn ontslag te accepteren, maar dat de persoon genaamd Oversight dit wel heeft. Mac zoekt dan Oversight op, en ontdekt dat deze persoon zijn vader James is. James wil aan Mac uitleggen waarom hij de laatste jaren geen contact met hem zocht, maar vraagt hem eerst om hulp in Mexico. Daar is zijn voormalige partner bezig een drug te ontwikkelen die mensen veranderd in de ultieme soldaat. Jack maakt zich zorgen nu Mac ineens verdwenen is, en vindt hem terug in Mexico waar hij besluit hem te helpen. Terwijl James, Mac en Jack het laboratorium waar de drug werd ontwikkeld kunnen vernietigen, lukt het de oude partner van James aan hen te ontsnappen en van de aardbodem te verdwijnen. Mac maakt het weer goed met Matty, maar vertelt zijn vader hetzelfde als eerst tegen Matty: hij kan niet voor iemand werken die hij niet vertrouwt. Ondertussen ontdekt Bozer dat Leanne bij de Phoenix Foundation komt werken. |            |                                                                     |                     |                                           | |                   |  |